# 荒木美保
荒木 美保（あらき みほ）は日本で活動するミュージカル俳優および演出スーパーバイザーである。静岡県静岡市駿河区用宗出身。劇団四季所属。

## 来歴
静岡雙葉中学校から同高等学校時代はコーラス部に所属していた。高校卒業後は上京し早稲田大学へ進学した。
1998年に第36期生として劇団四季研究所へ入所し、エルリック・コスモスの239時間のアンサンブル役で初舞台出演を果たした。
2007年に初演を迎えたウィキッドではアンサンブル7枠役のオリジナルキャストとして出演し、2013年には地元で上演されたキャッツ静岡公演にディミータ役で出演している。
2014年の劇団四季FESTIVAL!扉の向こうへから演出助手を務め、2016年のウィキッド札幌公演からスーパーバイザー助手を始めて務め、以降複数作品でスーパーバイザー助手としても活動し、2017年の王様の耳はロバの耳からは演出スーパーバイザーを初めて務めた。
2022年のオペラ座の怪人では、レジデント・ディレクターと紹介されている。

## 主な出演作品
- エルリック・コスモスの239時間（アンサンブル）
- 人間になりたがった猫（アンサンブル）
- ハムレット（アンサンブル）
- 美女と野獣（アンサンブル9枠、2015年バベット）
- ミュージカル南十字星（アンサンブル）
- クレイジー・フォー・ユー（2005年エレイン、2006年ベラ）
- ウィキッド（2007年アンサンブル7枠）
- オペラ座の怪人（メグ・ジリー）
- 冒険者たち（忠太）
- ふたりのロッテ（2007年イレーネ）
- マンマ・ミーア!（2010年アリ）
- キャッツ（2013年ディミータ）

※括弧内の年は初出演年

## 主な演出作品
- 劇団四季FESTIVAL!扉の向こうへ（2014年/演出助手）
- ウィキッド（2016年/スーパーバイザー助手）
- エクウス（2016年/スーパーバイザー助手）
- ブラックコメディ（2017年/演出プロジェクトチーム）
- 王様の耳はロバの耳（2017年/演出スーパーバイザー）
- 恋におちたシェイクスピア（2018年/スーパーバイザー助手）
- 劇団四季 The Bridge ～歌の架け橋～（2021年/演出）